# Balsam Karam
Balsam Karam (ur. 1983 w Teheranie) – kurdyjsko-szwedzka pisarka tworząca w języku szwedzkim, bibliotekarka.

## Życiorys
Urodziła się w 1983 roku w Teheranie. W wieku siedmiu lat imigrowała z rodziną do Szwecji. Włada pięcioma językami. Kształciła się w Biskop Arnös författarskola, następnie ukończyła studia magisterskie na Uniwersytecie w Göteborgu.
Zadebiutowała w 2018 roku powieścią Horyzont zdarzeń. Utwór został nominowany do Katapult-priset oraz wyróżniony nagrodą Smålits migrantpris. Jej druga powieść Singulariteten (2021) znalazła się na liście nominowanych do Nagrody Augusta i Nagrody Literackiej Unii Europejskiej. W 2021 roku Karam dołączyła do grona jury Nagrody Literackiej im. Astrid Lindgren.
Mieszka w Sztokholmie. Pracuje jako bibliotekarka w bibliotece w Rinkeby, gdzie współprowadzi projekt popularyzujący czytelnictwo wśród dzieci.

## Dzieła
- Händelsehorisonten, 2018[2], wyd. pol.: Horyzont zdarzeń. Agata Teperek (tłum.). Marpress, 2023. ISBN 978-83-7528-320-4. Brak numerów stron w książce
- Singulariteten, 2021[2]